# 圓和道
圓和道（원화도、wonhwado、ウォナドー）は、韓国の武道。
創始者は韓奉器（ハン・ボンギ）。
その起源は1960年代、韓国の山寺で僧侶をしていた時代に遡る。原型の時代を経て1972年から現在のスタイルへの体系化が始まる。
圓和道は円球動作を基本とする武道。韓国古来からの文化伝統は現在に遺し伝えられ、それらを内包する形で整理体系化したことから「遺伝武道」といわれている。
回転攻防という攻防一体の手技が特徴で、円球動作により打ち技・足技・投げ技・関節技が構成されている。
棒を用いた武器術も行い、演武では仮面や衣装を身に付け、演劇形式で行うのが特徴。
日本では複数の理念の違う活動団体が存在する。日本圓和道会と日本連合会（世界圓和道日本本部）は設立の経緯・理念・方向性が全く異なる別組織であり他流派である。
2013年、世界圓和道連盟傘下として正式な道統を日本に伝えるため日本圓和道協会発足。連盟から任命を受けた錬武館系、日本圓和道会系、韓国人指導者の主だった道場を統括する。（世界圓和道日本本部は連盟・協会に合流せず。）